# Tunel Nad Budy
Tunel Nad Budy je železniční tunel č. 11 na katastrálním území Velká Buková na železniční trati Beroun–Rakovník v km 27,723–27,958 mezi stanicí Roztoky u Křivoklátu a zastávkou Křivoklát.

## Historie
Výstavbou trati pro společnost Rakovnicko-protivínské dráhy byla pověřena vídeňská stavební firma, která převedla řízení prací na firmu J. Muzika a spol. Trať byla uvedena do provozu  v roce 1876. V prvních letech provozu se na trati vystřídalo několik různých provozovatelů (mezi nejvýznamnější patřila i Ústecko-teplická dráha), až roku 1884 provoz převzaly c. k. Státní dráhy.
Trať je vedena údolím řeky Berounky a zajišťuje důležité spojení Berouna s okolními obcemi a jejich průmyslovými kapacitami (například v Nižboru). V Roztokách překonává Berounku a pokračuje přes Křivoklát směrem k Rakovníku údolím Rakovnického potoka, kde je cesta trati zkrácena pěti tunely (Stříbrný, Nad Budy, Pod královskou pěšinkou, Pod Basou a Chlumský). Při rekonstrukci úseku tratě mezi Roztoky u Křivoklátu a Městečko u Křivoklátu v roce 2015 nebyly tunely opravovány.

## Geologie a geomorfologie
Tunel se nachází v geomorfologické oblasti Plzeňská pahorkatina, celku Plaská pahorkatina s podcelkem Kralovická pahorkatina s okrskem Radnická vrchovina.
Geologické podloží v oblasti je tvořeno proterozoickými drobami, břidlicemi a prachovci, s vložkami metabazaltů (spilitů) a s ojedinělými relikty miocenních štěrků, písků a jílů.
Tunel leží v nadmořské výšce 260 m, je dlouhý 234,80 m.

## Popis
Jednokolejný tunel je na trati Beroun–Rakovník mezi stanicí Roztoky u Křivoklátu a zastávkou Křivoklát. Byl proražen roce v 1875 v levostranném oblouku v úbočí východním ostrohu (nad osadou Budy) vrchu Losy (434 m n. m.), který obtéká Rakovnický potok.
Přes tunel vede čtyř kilometrový vycházkový okruh Královská pěšinka.